# Sloup svaté Trojice (Trnava)
Sloup svaté Trojice na Trojičním náměstí v Trnavě. Podle tohoto sousoší je pojmenováno i náměstí. Sousoší bylo postaveno v barokním stylu v roce 1695. Sousoší bylo během období komunismu uschováno a hrozilo jeho zničení. Po roce 1989 bylo zrestaurováno a opětovně umístěno na náměstí.